# Azteca

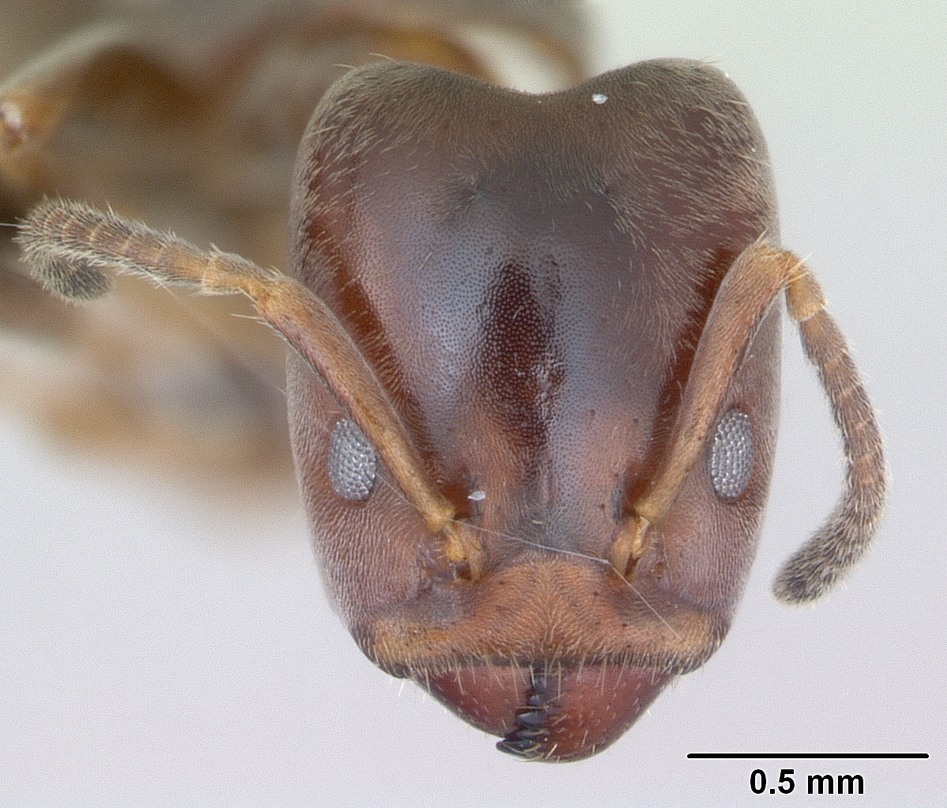
Azteca luederwaldti

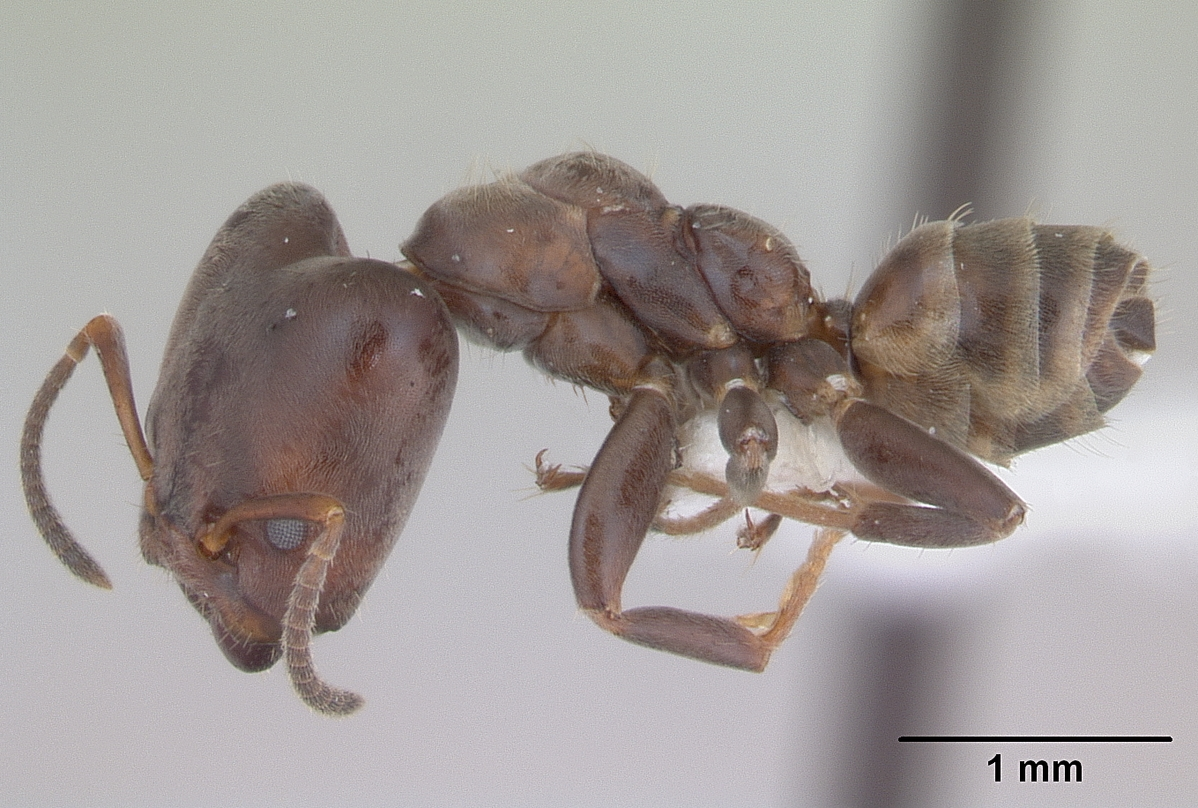
Azteca luederwaldti

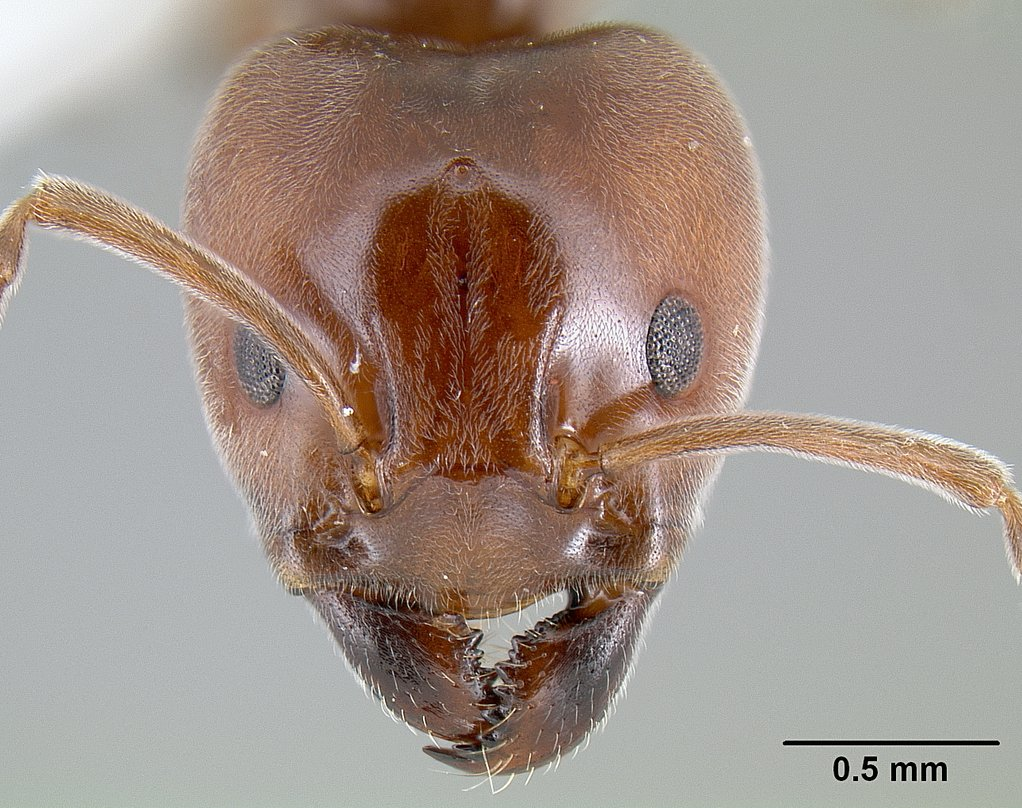
Azteca schimperi

Azteca (англ.) — род древесных муравьёв подсемейства Долиходерины (триба Leptomyrmecini). Около 100 видов.

## Распространение
Неотропика. Центральная и Южная Америка от Мексики до Аргентины.

## Описание
Небольшие древесные муравьи с одноцветной окраской (от жёлтой до бурой). Голова с выемкой на затылочном крае, у крупных рабочих голова крупная, субпрямоугольная. Длина головы некоторых самок (например, у маток Azteca longiceps) в 2—3 раза превосходит свою ширину. Мандибулы с 7-9 зубцами. Кутикула тонкая, а её поверхность гладкая, без шипов и морщинок. Как правило, имеют 5-члениковые нижнечелюстные и 3-члениковые нижнегубные щупики (формула может быть 6,4, 5,3, или 4,3). Для рабочих характерен полиморфизм. Род был впервые выделен швейцарским мирмекологом Огюстом Форелем на основании одного вида Azteca xanthochroa (Liometopum xanthochroum Roger, 1863).
Муравьи рода Azteca строят картонные гнёзда в живых стволах деревьев и кустарников, а также в мёртвой древесине. Образуют ассоциации с мирмекофитными растениями (муравьиные сады) и с сосущими равнокрылыми насекомыми, в том числе с червецами и щитовками (Coccoidea), такими как Мучнистые червецы (Pseudococcidae) и Ложнощитовки, или кокциды (Coccidae). Из растений чаще используются виды рода Cecropia.
Муравьи Azteca — симбионты, которые защищают свои растения-хозяева Cecropia от травоядных, хотя поведение колоний, условий и видов значительно различается. Взамен муравьи получают пищу, а также убежище в междоузлиях растений. Обнаружено, что муравьи Azteca alfari восстанавливают повреждение растения-хозяина, когда их выводок находится под прямой угрозой. Используя измельченные растительные волокна и неидентифицированную связывающую жидкость (вероятно, растительный сок), муравьи обычно начинали залатывать дыры в стволе дерева сразу после повреждения и значительно уменьшали размер отверстия через 2,5 часа после её создания, и обычно они завершали ремонт в течение 24 часов.

## Осы и муравьи
Некоторые виды живут в тесной ассоциации с общественными осами Synoeca surinama, Synoeca virginea, Chartergus chartarius, Polistes pacificus, Agelaia myrmecophila, Polybia rejecta (Vespidae, Polistinae, Epiponini).

## Грибы и муравьи
Исследования четырёх видов муравьёв Azteca (Azteca alfari Emery, A. coeruleipennis Emery, A. constructor Emery, A. xanthochroa  Roger), обитающих на растениях рода Cecropia (C. insignis, C. obtusifolia и C. peltata) в Коста-Рике показали, что грибы (виды аскомицетов из отряда Chaetothyriales), культивируемые в полых растительных структурах, переносятся из родительской колонии молодой королевой. Во-первых, грибковые генотипы не были существенно различны между образцами матки-основательницы и взятыми из муравьиных колоний, а во-вторых, гифальные части грибницы были обнаружены в инфрабуккальных карманах крылатых самок. Рост грибков начинается, прежде чем молодые матки кладут яйца и рабочие муравьи не питаются грибковым материалом, а кормят им своих личинок. Полученные результаты свидетельствуют о том, что разведение грибков (фунгикультура) может иметь решающее значение для успешного основания новых колоний у древесных муравьев в тропиках.

## Список видов
- Azteca adrepens Forel, 1911
- Azteca aesopus Forel, 1908
- Azteca alfari Emery, 1893
- †Azteca alpha Wilson, 1985
- Azteca andreae Guerrero, Delabie & Dejean, 2010
- Azteca angusticeps Emery, 1893
- Azteca aragua Longino, 1991
- Azteca aurita Emery, 1893
- Azteca australis Wheeler, 1942
- Azteca barbifex Forel, 1906
- Azteca beltii Emery, 1893
- Azteca bequaerti Wheeler & Bequaert, 1929
- Azteca brevicornis (Mayr, 1878)
- Azteca brevis Forel, 1899
- Azteca chartifex Emery, 1896
- Azteca christopherseni Forel, 1912
- Azteca coeruleipennis Emery, 1893
- Azteca constructor Emery, 1896
- Azteca cordincola Forel, 1921
- Azteca coussapoae Forel, 1904
- Azteca crassicornis Emery, 1893
- Azteca delpini Emery, 1893
- Azteca depilis Emery, 1893
- Azteca diabolica Guerrero, Delabie & Dejean, 2010
- Azteca duckei Forel, 1906
- Azteca duroiae Forel, 1904
- Azteca emeryi Forel, 1904
- †Azteca eumeces Wilson, 1985
- Azteca fasciata Emery, 1893
- Azteca flavigaster Longino, 2007
- Azteca forelii Emery, 1893
- Azteca foveiceps Wheeler, 1921
- Azteca gnava Forel, 1906
- Azteca godmani Forel, 1899
- Azteca goeldii Forel, 1906
- Azteca huberi Forel, 1906
- Azteca hypophylla Forel, 1899
- Azteca iheringi Forel, 1915
- Azteca instabilis (Smith, 1862)
- Azteca isthmica Wheeler, 1942
- Azteca jelskii Emery, 1893
- Azteca juruensis Forel, 1904
- Azteca lallemandi Forel, 1899
- Azteca lanuginosa Emery, 1893
- Azteca lattkei Longino, 1991
- Azteca laurae Guerrero, Delabie & Dejean, 2010
- Azteca linamariae Guerrero, Delabie & Dejean, 2010
- Azteca longiceps Emery, 1893
- Azteca lucida Forel, 1899
- Azteca luederwaldti Forel, 1909
- Azteca mayrii Emery, 1893
- Azteca merida Longino, 1991
- Azteca minor Forel, 1904
- Azteca muelleri Emery, 1893
- Azteca nanogyna Longino, 2007
- Azteca nigra Forel, 1912
- Azteca nigricans Forel, 1899
- Azteca oecocordia Longino, 2007
- Azteca olitrix Forel, 1904
- Azteca ovaticeps Forel, 1904
- Azteca paraensis Forel, 1904
- Azteca petalocephala Longino, 1991
- Azteca pilosula Forel, 1899
- Azteca pittieri Forel, 1899
- Azteca polymorpha Forel, 1899
- Azteca quadraticeps Longino, 2007
- Azteca salti Wheeler & Darlington, 1930
- Azteca sapii Forel, 1912
- Azteca schimperi Emery, 1893
- Azteca schumannii Emery, 1893
- Azteca sericea (Mayr, 1866)
- Azteca sericeasur Longino, 2007
- Azteca severini Emery, 1896
- Azteca snellingi Guerrero, Delabie & Dejean, 2010
- Azteca stanleyuli Forel, 1921
- Azteca stigmatica Emery, 1896
- Azteca subopaca Forel, 1899
- Azteca tachigaliae Forel, 1904
- Azteca theresiae Forel, 1899
- Azteca tonduzi Forel, 1899
- Azteca trailii Emery, 1893
- Azteca trianguliceps Forel, 1912
- Azteca trigona Emery, 1893
- Azteca ulei Forel, 1904
- Azteca velox Forel, 1899
- Azteca xanthochroa (Roger, 1863)